# Wang Qi
Wang Qi, född 10 februari 2001, är en friidrottare från Kina. Han deltog vid olympiska sommarspelen 2024.